# Valentin Giraud Moine
Valentin Giraud Moine (ur. 23 stycznia 1992 w Gap) – francuski narciarz alpejski, brązowy medalista mistrzostw świata juniorów.

## Kariera
Po raz pierwszy na arenie międzynarodowej Valentin Giraud Moine pojawił się 17 grudnia 2007 roku w Montgenèvre, gdzie w zawodach FIS Race zajął 41. miejsce w slalomie. W 2011 roku wystartował na mistrzostwach świata juniorów w Crans-Montana, gdzie jego najlepszym wynikiem było dwunaste miejsce w zjeździe. Jeszcze dwukrotnie startował na imprezach tego cyklu, największy indywidualny sukces osiągając podczas mistrzostw świata juniorów w Quebecu w 2013 roku, gdzie zdobył brązowy medal w zjeździe. W zawodach tych wyprzedzili go jedynie Nils Mani ze Szwajcarii oraz Austriak Thomas Mayrpeter.
W Pucharze Świata zadebiutował 30 listopada 2013 roku w Lake Louise, gdzie nie ukończył rywalizacji w zjeździe. Pierwsze pucharowe punkty zdobył 20 grudnia 2013 roku w Val Gardena, zajmując 26. pozycję w supergigancie. W klasyfikacji generalnej sezonu 2013/2014 zajął ostatecznie 87. miejsce. Nie startował na mistrzostwach świata ani igrzyskach olimpijskich.
We wrześniu 2021 r. zakończył karierę.

## Osiągnięcia

### Mistrzostwa świata juniorów
| Miejsce | Dzień       | Rok  | Miejscowość   | Konkurencja | Czas biegu  | Strata  | Zwycięzca               |
| ------- | ----------- | ---- | ------------- | ----------- | ----------- | ------- | ----------------------- |
| 21.     | 30 stycznia | 2011 | Crans-Montana | Gigant      | 2:19,62 min | +4,38 s | Alexis Pinturault       |
| 12.     | 3 lutego    | 2011 | Crans-Montana | Zjazd       | 1:37,34 min | +1,62 s | Boštjan Kline           |
| 19.     | 4 lutego    | 2011 | Crans-Montana | Supergigant | 1:22,44 min | +2,13 s | Boštjan Kline           |
| 15.     | 2 marca     | 2012 | Roccaraso     | Zjazd       | 1:11,99 min | +1,77 s | Ryan Cochran-Siegle     |
| DSQ     | 3 marca     | 2012 | Roccaraso     | Supergigant | 1:02,73 min | -       | Ralph Weber             |
| 21.     | 7 marca     | 2012 | Roccaraso     | Gigant      | 2:39,50 min | +2,10 s | Henrik Kristoffersen    |
| 3.      | 22 lutego   | 2013 | Québec        | Zjazd       | 1:30,95 min | +0,39 s | Nils Mani               |
| 8.      | 24 lutego   | 2013 | Québec        | Supergigant | 58,49 s     | +0,66 s | Thomas Mayrpeter        |
| 6.      | 25 lutego   | 2013 | Québec        | Gigant      | 2:20,75 min | +1,37 s | Aleksander Aamodt Kilde |

### Puchar Świata

#### Miejsca w klasyfikacji generalnej
- sezon 2013/2014: 87.
- sezon 2014/2015: -
- sezon 2015/2016: 47.
- sezon 2016/2017: 44.

#### Miejsca na podium w zawodach
1. Kvitfjell – 12 marca 2016 (zjazd) – 2. miejsce
2. Kitzbühel – 21 stycznia 2017 (zjazd) – 2. miejsce